# Cuivré d'Anatolie
Lycaena thetis
Espèce
Le Cuivré d'Anatolie (Lycaena thetis) est une espèce d'insectes lépidoptères (papillons) de la famille des Lycaenidae et de la sous-famille des Lycaeninae.

## Systématique
L'espèce Lycaena thetis a été décrite par Johann Christoph Friedrich Klug en 1834.

### Sous-espèces
- Lycaena thetis caudata
- Lycaena thetis hephetstos

## Noms vernaculaires
Le Cuivré d'Anatolie se nomme Fiery Copper ou Golden Copper en anglais.

## Description

### Imago
Le Cuivré d'Anatolie est un petit papillon présentant un dimorphisme sexuel. Le dessus du mâle est cuivre avec une tache apicale marron, le dessus de la femelle est orangé orné de taches marron formant des rangées de lignes et avec une tache apicale brun clair.
Le revers, d'un ton orange très clair est orné de points marron. L'appendice caudal en n2 est plus ou moins développé.

### Chenille et chrysalide
Les œufs sont pondus sur la plante hôte comme celles du genre Acantholimon.

## Biologie

### Période de vol et hivernation
Il vole en une génération, en juillet août.
La jeune chenille hiverne sur la plante hôte.

### Plantes-hôtes
Sa plante-hôte est Acantholimon androsaceum.

## Écologie et distribution
Il est présent dans le sud de la Grèce, en Asie mineure, Arménie, Irak et Iran.

### Biotope
C'est un lépidoptère des milieux secs et rocheux.

### Protection
Pas de statut de protection particulier.